# شبدر لاکی
شبدر لاکی (نام علمی: Trifolium incarnatum) به نام‌های شبدر کریمسون، شبدر گل میخکی و شبدر آلمانی نیز معروف است.

## اهمیت و پراکنش شبدر لاکی
شبدر لاکی بومی جنوب غربی آسیای صغیر تا نواحی اروپا است و هم‌اکنون در فرانسه، مجارستان، ایتالیا و جنوب انگلستان کشت می‌شود. این شبدر در سال ۱۸۱۹ میلادی وارد آمریکا شد و اکنون یکی از بقولات مهم علوفهای این کشور به‌شمار می‌رود.
شبدر لاکی در مراتع، تولید علوفه خشک و اصلاح خاک مورد استفاده قرار می‌گیرد. در مناطق گرم کشت آن به صورت یک ساله زمستانه و در مناطق سرد به صورت یک ساله تابستانه رایج است. در نواحی گرم آمریکا این گیاه بیشتر از سایر بقولات زمستانه یک ساله، کشت می‌شود.

## رقم‌های شبدر لاکی
شبدر لاکی دارای رقم‌های اصلاح شده مختلفی است. از جمله آن‌ها می‌توان به رقم‌های کاپریرا، آیوبورن، چیف، دیکسی، تالادگا و کنتاکی اشاره نمود.

## مشخصات زراعی شبدر لاکی
شبدر لاکی گیاهی یک ساله و دارای تیپ (فرم) رشدی ایستاده (عمودی) بوه و ارتفاع ساقه آن به ۹۰–۳۰ سانتی‌متر می‌رسد و بدون انشعاب‌های زیاد است. بسیار شبیه شبدر قرمز است ولی انتهای برگچه‌های شبدر لاکی گردتر از شبدر قرمز بوده و برگ‌ها و ساقه‌های آن نیز پر کرک تر از شبدر قرمز است که گلهای به رنگ لاکی روشن و از قسمت پایین گل آذین شروع به بازشدن می‌نمایند.
به زمستان‌های معتدل مقاوم و حداکثر تولید را در شرایط سرد و مرطوب دارد. در خاک‌های به‌طور نسبی در محیط اسیدی رشد خوبی داشته (Ph=۶–۷) ولی شرایط قلیایی را هم تحمل می‌کند و از این لحاظ شبیه شبدر آلسالیک است. کاشت آن در خاکهای سبک و سنگین موفقیت‌آمیز است ولی به خاک‌های فقیر و پیت سازگاری ندارد. بهترین رشد را در خاکهای حاصلخیز و زهکشی شده دارد. رنگ بذر آن زرد و اندازه آن دو برابر بذر شبدر قرمز و گردتر است. شبدر لاکی خود بذرپاش است و حدود ۳۰ تا ۷۵ درصد بذر سخت دارد و همین خصوصیات موجب می‌شود که بذرهای ریخته شده در زمین، در پاییز جوانه زده و در سال بعد مزرعه‌ای از شبدر لاکی تولید شود.

### مقاومت به تنش‌ها
شبدر لاکی به‌طور نسبی مقاوم به سرما، مقاوم به شرایط غرق‌آبی، حساس به خشکی، متحمل به شرایط قلیایی و به خاکهای اسیدی (Ph=۶–۷) سازگار است.

### تاریخ کاشت
بهترین زمان برای کاشت بستگی به منطقه و هدف کاشت دارد. به‌طور کلی در کشت پاییزه از نیمه دوم شهریور تا اوایل مهر و در کشت بهاره از نیمه اول اردیبهشت می‌توان آن را کشت نمود.

### میزان بذر مصرفی
میزان بذر مصرفی با توجه به هدف کاشت، نوع خاک، تاریخ کاشت، نحوه تهیه بستر بذر و قوه نامیه متغیر است. به‌طور کلی برای ایجاد یک مزرعه خوب مقدار ۲۰–۱۵ کیلوگرم بذر در هکتار توصیه می‌شود.

### عمق کاشت
با توجه به ریز بودن بذر شبدر، عمق کاشت نباید بیشتر از ۲–۱ سانتی‌متر باشد.

### برداشت علوفه
بهترین زمان برداشت علوفه شبدر لاکی، اوایل گلدهی (۱۰–۵ درصد) بوده که در این مرحله علوفه خشک با کیفیت خوبی تولید خواهد شد. اگر برداشت تا مرحله گلدهی کامل به تأخیر بیفتدمحصول آن افزایش یافته ولی ارزش غذایی آن کاهش می‌یابد. ساقه و برگ شبدر لاکی پر کرک تر از شبدر قرمز است و با مسن شدن گیاه کرکها سخت‌تر می‌شوند. اگر علوفه خشک تهیه شده در مراحل آخر رشد به دام داده شود ممکن است به علت سخت شدن کرکهای روی ساقه و برگ مشکلاتی مثل ایجاد گلوله‌های کرکی در شکم دام نموده که حتی در بعضی موارد سبب مرگ آن‌ها می‌شود، بنابراین برای کاهش این خطر، می‌توان علوفه خشک شبدر لاکی را با سایر علفهای خشک مصرف نمود. متوسط عملکرد علوفه خشک آن ۶–۵/۲ تن در هکتار است.

### برداشت بذر
شبدر لاکی گیاهی دگرخودگشن است ولی وجود حشره‌های گرده افشان مانند زنبور در افزایش عملکرد بذر مؤثر است و قرار دادن دو عدد کندوی زنبور عسل در هر هکتار برای گرده افشانی بیشتر توصیه می‌شود. زمان مناسب برداشت بذر هنگامی است که برگ‌ها و ساقه‌ها به‌طور کامل رسیده و گل آذین‌ها به رنگ زرد تا قهوه‌ای درآمده باشند. از یک مزرعه خوب گرده افشانی شده می‌توان حدود ۱۰۰۰ کیلوگرم بذر در هر هکتار برداشت نمود.

## موارد استفاده از شبدر لاکی
شبدر لاکی به صورت علوفه تر (چرای مستقیم در مزارع و مراتع)، علوفه خشک و کود سبز قابل استفاده است و به خاطر این که رشد خود را در بهار زودتر از سایر شبدرها (حتی شبدر ایرانی) شروع می‌کند، می‌تواند منبع علوفه خوبی برای چرا در اوایل بهار باشد. در منطقه کرج در نیمه دوم فروردین علوفه این گیاه آماده برداشت است.